# Schulterdystokie
Als Schulterdystokien werden zusammenfassend die Einstellungsanomalien bezeichnet, die nach der Geburt des Kopfes die vollständige Entwicklung des Kindes erschweren, es liegt eine regelwidrige Einstellung des Schultergürtels in Abhängigkeit vom Höhenstand des Kopfes vor.
Die Schulterdystokie ist ein unvorhersehbarer geburtshilflicher Notfall, der sofortiges Handeln notwendig macht, da es fast zeitgleich zu einer kindlichen Hypoxie (Sauerstoffmangel) kommt. Die Häufigkeit wird mit 0,2 bis 3 % aller Geburten, in Abhängigkeit vom Geburtsgewicht der Kinder angegeben.

## Einteilung
Man unterscheidet zwischen einem hohen Schultergeradstand und einem tiefen Schulterquerstand.
Beim hohen Schultergeradstand ist die Formanpassung an den Beckeneingang ausgeblieben. Anstatt sich quer, entsprechend der Form des Beckeneingangs, einzustellen, hat sich der Schultergürtel im geraden Durchmesser eingestellt. Das Tiefertreten wird von der Symphyse (Schambein) behindert, da die vordere Schulter von ihr nicht freigegeben wird.
Beim tiefen Schulterquerstand ist die Formanpassung der Schulter an den längsovalen Beckenausgangsraum ausgeblieben. Sie hat sich im queren Durchmesser eingestellt und behindert die Geburt des nachfolgenden Körpers, nachdem der Kopf bereits geboren ist.

## Diagnostik
Oft war zuvor die Austreibungsperiode verlängert oder der Durchtritt des Kopfes ist bereits erschwert verlaufen. Nach der Geburt des Kopfes zieht dieser sich wieder zurück und scheint dem Beckenausgang förmlich aufgepresst (sog. „Turtle-Phänomen“), eine scheinbar physiologische 2. Rotation (siehe Geburtsmechanik) kann erfolgen, da das Kind versucht, die starke Halsspannung zu beseitigen, die durch den im Vergleich zum Rumpf um 90° gedrehten Kopf entsteht. Im weiteren Verlauf tritt beim Kind eine bläulich-livide Hautverfärbung des Gesichtes ein, welche durch eine venöse Stauung verursacht wird und zunächst kein Zeichen einer fetalen Hypoxie darstellt. Diese entwickelt sich erst bei längerdauerndem Bestehen der Schulterdystokie, eine ungefähre Zeitangabe, wann es zu manifesten Hirnschädigungen kommt, kann jedoch nicht angegeben werden.

## Ursachen
Die Ursache besteht meist in einer Übergröße des Kindes (mehr als 4000 g), oft bei Kindern diabetischer Mütter, die meist eine Makrosomie aufweisen, da hier die Schulterbreite größer ist als der Kopfumfang. Allerdings gibt es auch Hinweise darauf, dass weniger die Makrosomie bei Kindern diabetischer Mütter das Problem ist, als vielmehr ein überproportioniertes Wachstum von insulinsensitivem Gewebe, wozu auch Rumpf- und Schulterbereich gehören.
Ursache kann auch ein forciertes Geburtsmanagement sein (verfrühtes Mitpressen, massive Anwendung des Kristellerhandgriffs und vaginal-operative Entbindungen (Saugglocke, Zange)), hierbei hatte der Rumpf zu wenig Zeit, eine regelrechte Einstellung zu finden.

## Therapie
Das Vornehmen eines Dammschnittes wird in Fachkreisen kontrovers diskutiert, da ein Dammschnitt nur den Scheidenausgang und nicht den Beckeneingang erweitert.
Als weitere Maßnahmen zur Lösung der Schulter sind bekannt:
- Veränderung der Lage der Mutter (z. B. von Sitzend in Seitenlage), dadurch kann in vielen Fällen die an der Symphyse festhängende Schulter gelöst werden.
- McRoberts-Manöver: Beide Beine der Mutter werden angewinkelt und bauchwärts geführt, dadurch kommt es zu einer leichten Anhebung der Symphysenachse. Dieses Manöver kann mit einem suprasymphysären Druck kombiniert werden.
- Gaskin-Manöver: Die Mutter geht in den Vierfüßlerstand, dadurch erweitert sich der Abstand zwischen Symphyse und Steißbein.
- Manöver nach Rubin: Der Geburtshelfer versucht, die vordere Schulter des Kindes in den schrägen Durchmesser unterhalb der Symphyse zu drücken.
- Manöver nach Woods: Der Geburtshelfer versucht, die hintere Schulter des Kindes in den queren Durchmesser zu bringen.
- Lösung des hinteren Armes nach Jacquemier: Der Geburtshelfer versucht, den hinteren Oberarm des Kindes über den Thorax zu luxieren.

Invasivere Rettungsmanöver (die heute kaum noch zum Einsatz kommen):
- Fraktur der kindlichen Klavikula oder des Humerus kann im Rahmen des Manövers nach Jacquemier notwendig werden.
- Zavanelli-Manöver: Zurückdrücken des kindlichen Kopfes entgegengesetzt der Geburtsmechanik in den Geburtskanal und anschließende Sectio. Dieses Manöver wird nur angewendet, wenn alle anderen Möglichkeiten ausgeschöpft wurden, da es mit einem hohen Risiko sowohl für die Mutter als auch für das Kind einhergeht.[2]
- Symphysiotomie: Durch Trennung des Bindegewebes zwischen den beiden Schambeinästen wird der Geburtskanal vergrößert.